# John Gourlay
Pour les articles homonymes, voir Gourlay.
John Bell Gourlay est un joueur de soccer canadien né le 26 juillet 1872 à Blenheim et mort le 7 avril 1949 à North Vancouver.

## Biographie
Il est d'abord joueur des Western Football Association puis des Toronto Marlboros.
Il rejoint le Galt FC et remporte avec ce club la Coupe de l'Ontario entre 1901 et 1903 et la WFA Championship sur la période 1901-1904. Il participe aux Jeux olympiques d'été de 1904 avec Galt qui remporte la médaille d'or lors du tournoi de football. Il joue deux matchs lors de la compétition.